# Guilford, Connecticut
Guilford este un oraș de coastă din comitatul New Haven, statul Connecticut, Statele Unite ale Americii, care se învecinează cu Madison, Branford, North Branford și Durham și este situat pe autostrada interstatală I95 și pe coasta statului american Connecticut. Populația orașului era de 22.375 locuitori la recensământul din 2010. Orașul Guilford a fost inclus de revista Money în anul 2005 în lista celor mai bune 100 de locuri din SUA în care merită să trăiești.

## Istorie
Guilford a fost numit după orașul Guildford din Anglia, locul natal a unei părți a primilor săi coloniști. Pe hărțile timpurii ale coloniei Connecticut, orașul este trecut cu numele Gilford .

## Geografie
Potrivit United States Census Bureau, orașul are o suprafață totală de 129 km2, dintre care 122 km2 este formată din uscat și 6,9 km2 (5,39%) este apă.

## Personalități
- Jeffrey Ambroziak, cartograf, inventator și avocat
- Jamie Arentzen (1970), chitarist american, muzician; membru al mai multor trupe rock, printre care Sky Heroes, American Hi-Fi, Dream Club
- Humbert Allen Astredo (1929-2016), scenarist american, film și actor de televiziune, cunoscut pentru numeroasele roluri pe care le-a interpretat în serialul horror gotic Dark Shadows, în special pentru rolul vrăjitorului Nicholas Blair.
- Abraham Baldwin (1754-1807), ministru, patriot, politician și părinte fondator al Statelor Unite ale Americii [5]
- Thom Brooks, filosof politic și juridic
- Robert Elliott De Forest (1845-1924), membru democrat în Camera Reprezentanților a Statelor Unite ale Americii, primar îin Bridgeport, Connecticut, membru al Senatului statului Connecticut și al Camerei Reprezentanților statului Connecticut, născut în Guilford
- Joe Flood, muzician și compozitor
- Moses Gunn (1929-1993), actor american, a locuit în Guilford încă din anii 1970
- Fitz-Greene Halleck (1790-1867), poet și autor american.
- Samuel Johnson Jun'r (1757-1836), profesor și profesor la Fitz-Greene Halleck, primul lexicograf american, compilator al lucrării A School Dictionary (1798).
- Edward Ruggles Landon, politician din Connecticut
- William Leete (1612/1613-1683), guvernatorul coloniei Connecticut, 1676-1683
- Leonard C. Lewin (1916-1999), autor al The Report from Iron Mountain
- Timothy Mellon, director executiv și investitor
- Frank Modell (1917-2016), caricaturist, a murit în Guilford[6]
- Aldo Parisot (1918-2018), violoncelist american născut în Brazilia și profesor de violoncel
- David Allen Sibley, ornitolog, autor și ilustrator
- Lavinia Stoddard (1787-1820), poetă, fondatoare de școală
- Jennifer Westfeldt, actriță și scenaristă cunoscută pentru comedia Kissing Jessica Stein, născută în Guilford[7]
- Carl Zimmer, autor de lucrări științifice

## Legături externe
- Town of Guilford official website
- Guilford Keeping Society
- Guilford Preservation Alliance Arhivat în 16 februarie 2011, la Wayback Machine.
- Guilford Free Library
- Guilford Public Schools Arhivat în 7 iulie 2005, la Wayback Machine.
- Guilford Chamber of Commerce Arhivat în 10 aprilie 2007, la Wayback Machine.
- Guilford, Connecticut at City-Data.com